# Yamba-Ngou
Yamba-Ngou (ou Yamba-Ngon) est un village de la commune de Djohong situé dans la région de l'Adamaoua et le département du Mbéré au Cameroun, à la frontière avec la République centrafricaine

## Population
En 1967, Yamba-Ngou comptait 333 habitants, principalement Gbaya.
Lors du recensement de 2005, 2 382 personnes y ont été dénombrées.